# Hyperolius rubrovermiculatus
Hyperolius rubrovermiculatus és una espècie de granota de la família dels hiperòlids que viu a Kenya.
Està amenaçada d'extinció per la desaparició del seu hàbitat natural.